# Cecidomyza immunda
Cecidomyza immunda är en tvåvingeart som först beskrevs av Zetterstedt 1850.  Cecidomyza immunda ingår i släktet Cecidomyza och familjen gallmyggor.
Artens utbredningsområde är Norge. Inga underarter finns listade i Catalogue of Life.